# Contradusta bregeriana
Espèce
L'espèce Contradusta bregeriana est un mollusque gastéropode marin appartenant à la famille des Cypraeidae.

## Desription
- Répartition : Nouvelle-Calédonie, Fidji et îles Salomon.
- Longueur : 2,7 cm.

## Source
- (en) Gastropods.com